# غاري بوريل
غاري بوريل (بالإنجليزية: Gary Burrell)‏ هو شخصية أعمال أمريكي، ولد في 1937 في Stilwell, Kansas ‏ في الولايات المتحدة، وتوفي في 12 يونيو 2019 في كانساس سيتي في الولايات المتحدة.